# Aurora (Nevada)
Aurora, wymarłe miasto w hrabstwie Mineral. Znajduje się około 22 mil (35,405 km) na południowy zachód od Hawthorne i ok. 3 mil (3 mile=4,828 km) od granicy z Kalifornią.
Aurora powstała w 1860 roku dla górników wydobywających złoto. Najwyższa liczba mieszkańców, wyniosła około 10.000. Do 1869 roku, wydobyto kruszec o wartości 27 mln dolarów. Początkowo miastem zarządzały zarówno Kalifornia jak i Nevada.